# Guerra a Ossètia del Sud (2008)
La Guerra a Ossètia del Sud va consistir en un conflicte armat entre Geòrgia d'una banda, i Rússia i les autoproclamades repúbliques independents d'Ossètia del Sud i Abkhàzia per l'altra. El conflicte va tenir lloc l'agost de 2008.
Després de la desaparició de la Unió Soviètica, va haver-hi una guerra civil que va deixar parts d'Ossètia del Sud sota el control d'un govern separatista no reconegut internacionalment i recolzat per Rússia. Altres parts van quedar sota el control de Geòrgia. Les hostilitats van anar en augment durant juny i juliol de 2008. El 7 d'agost, Geòrgia va emprendre operacions militars per prendre la ciutat de Tskhinvali, la capital de la parcialment reconeguda República d'Ossètia del Sud (regió separada de Geòrgia). El 8 d'agost, Rússia va respondre mobilitzant les seves tropes a través de la frontera, portant tancs i artilleria cap a Tskhinvali. Segons declarà el president rus Dmitri Medvédev es va portar a terme per defensar els civils de la regió, a molts dels quals se'ls havia atorgat la nacionalitat russa. El president georgià Mikheil Sakaixvili declarava que el seu país s'estava defensant de l'agressió russa que estaven bombardejant la població civil.
Després de cinc dies de lluita, les forces georgianes van ser derrotades i les tropes russes van entrar a territori georgià, ocupant les ciutats georgianes de Poti i Gori. Un alto el foc preliminar va ser signat el 12 d'agost de 2008, encara que la batalla no es va aturar immediatament. Després del conflicte, Rússia va retirar la major part de les seves tropes de Geòrgia, i va completar la retirada el 8 d'octubre.

## Context històric i polític
Vegeu també: Ossètia, Conflicte Geòrgia-Ossètia, Referèndum d'independència a Ossètia del Sud de 2006
Els ossetes, antigament alans, són un grup ètnic amb origen en la zona del riu Don. Retornaren a les terres del Caucas després que varen ser-ne expulsats per les invasions mongoles en el segle xiii. Alguns d'ells s'instal·laren a Ossètia del Nord, que actualment forma part de Rússia, i d'altres ho feren a Ossètia del Sud, que és reconegut per la majoria dels països com una part de Geòrgia. Ossètia del Sud té una minoria ètnica georgiana, al voltant d'una cinquena part (14.000 h.) de la població total (70.000 h).
El 1990, mentre l'URSS s'apropava al seu col·lapse, el dissident anti-soviètic Zviad Gamsakhurdia emergia com a primer líder independent de Geòrgia. Va basar la seva campanya per la presidència en una plataforma nacionalista, i va erigir als georgians ètnics, que constituïen el 70% de la població, com els autèntics patriotes del país, i va fer parèixer al sud-ossetis com nouvinguts.
A finals de 1994, el Consell Suprem de Geòrgia va dictaminar que la regió autònoma sud-ossètia (óblast) es dissolgués. El govern de Tbilisi va establir el georgià com la llengua principal del país, mentre que les dues primeres llengües dels ossetis eren el rus i l'osseti.
En mig de creixents tensions ètniques, un conflicte quasi militar va esclatar a gener de 1991 quan forces georgianes entraren a Tskhinvali. Van morir més de 2.000 persones. La guerra va donar com a resultat que Ossètia del Sud, que té una minoria ètnica georgiana formada per una cinquena part de la població total (70.000), trencara amb Geòrgia i guanyara la independència de facto. Després de l'alto el foc de 1992, Tskhinvali va ser aïllada del territori georgià que l'envoltava. Pacificadors russos, georgians i sud-ossetis van ser enviats a Ossètia del Sud sota el mandat de desmilitarització de la JCC. L'alto el foc de 1992 també va definir tant una zona de conflicte al voltat de la capital sud-ossètia de Tskhinvali com un corredor de seguretat per la frontera dels territoris sud-ossetis.
Al referèndum d'independència d'Ossètia del Sud de 2006, la independència total va ser recolzada pel 99% dels votats, malgrat que els georgians ètnics de la regió no van participar. Geòrgia va acusar Rússia de l'annexió de territori georgià internacionalment reconegut i d'instaurar un govern titella liderat per Eduard Kokoity i altres oficials que havien servit al FSB i a l'exèrcit rus. Tornar a posar sota control georgià a Ossètia del Sud i Abkhàzia (una regió amb un moviment similar) ha sigut un dels objectius del president georgià Mikheil Sakaixvili des de la Revolució Russa.
Segons el president rus Dmitri Medvédev, el 90% dels sud-ossetis tenen nacionalitat russa, per la qual cosa mereixen protecció segons l'article 80 de la constitució russa. La BBC i altres fonts confirmen que Rússica ha atorgat a la majoria de ciutadans el passaport rus, "justificant una possible futura intervenció directa". Reuters descriu el govern com "dependent de Rússia, [proveïdor de] dues terceres parts del [seu] pressupost anual", i informen que "el gegant del gas Gazprom, controlat per l'Estat, està construint noves canonades de gas i infraestructura" valorada en milions de dòlars per abastir les seues ciutats d'energia.
Segons el ministre de defensa georgià de 2004 a 2006, Irakli Okruaixvili, ell i Saakaixvili havien treballat junts en plans militars per envair Ossètia del Sud i Abkhàzia: "Abkhàzia era el nostre objectiu prioritari, però elaboràrem plans militars el 2005 per prendre tant Abkhàzia com Ossètia del Sud". Okruaixvili va obtenir asil polític a França després de fugir de Geòrgia abans de les eleccions presidencials de Geòrgia de 2008.

## Cronologia
Els successos anteriors a agost del 2008 estan descrits a Conflicte Geòrgia–Ossètia.
- 1 d'agost - A les 8:05 del matí dues bombes esclaten quan un vehicle policial georgià circulava per una carretera que connectava les viles habitades per georgians ètnics prop de la capital ossètia de Tskhinvali.[49] Els cinc ocupants van resultar ferits[50] (sis segons fonts secundàries[51][52]). A la nit, va començar una forta lluita entre les tropes georgianes i les forces d'Ossètia del Sud. Geòrgia va proclamar que els separatistes d'Ossètia del Sud[53] havien atacat villes gorgianes violant l'alto el foc. Ossètia del Sud va negar haver provocat el conflicte. Un milicià sud-osseti va ser assassinat per un franctirador localitzat a un edifici de la policia georgiana.[54] Els cascos blaus russos van informar que els franctiradors van matar almenys tres persones a Tskhinvali al voltant de les 9 de la nit. També van informar que Tskhinvali va ser atacada amb foc de morter des de les viles georgianes d'Ergneti i Zemo Nikozi.[55]

- 2 d'agost - El bàndol sud-osseti va informar que els bombardejos i tirotejos van continuar tota la nit. Mamuka Kuraixvili, un oficial del Ministeri de Defensa georgià encarregat de supervisar les operacions pacificadores, va dir que el bàndol georgià va obrir foc com a resposta als bombardejos de viles georgianes. Sis civils i un policia georgià van resultar ferits com a resultat dels bombardejos de les villes georgianes de Zemo Nikozi, Kvemo Nikozi, Nuli i Ergneti, segon el ministre d'interior georgià.[55] El bàndol sud-osseti va informar que sis persones van resultar mortes i unes quinze ferides com a resultat dels intensos tirotejos per part georgiana contra Tskhinvali i altres viles ossèties properes durant la nit de l'1 al 2 d'agost.[56] 
 L'exèrcit militar rus Frontera Caucas 2008, celebrat quasi simultàniament a l'exercici estatunidenc-georgià Resposta Immediata 2008, finalitza poc després d'un mes d'operacions.[57][58]

- 3 d'agost - Els ossetes del sud van començar a evacuar la zona cap a Rússia amb vint autobusos d'evacuats el primer dia, després que el govern rus donés el vistiplau d'evacuació.[59]

- 5 d'agost - L'ambaixador rus Yuri Popov va advertir que Rússia intervindria en cas de conflicte militar.[60][61] Dmitry Medoyev va declarar a Moscou que els voluntaris ja estaven arribant, principalment d'Ossètia del Nord, per oferir ajuda en cas d'agressió georgiana.[62]

- 6 d'agost - Ossètia del Sud i Geòrgia no es posen d'acord sobre com començar les negociacions. El bàndol sud-osseti va proposar mantenir una sessió de la JCC amb la participació de negociadors de Geòrgia, Ossètia del Sud, Rússia i Ossètia del Nord a Tskhinvali el 9 d'agost. Tbilisi ha rebutjat contínuament participar en la JCC.[63] 
 Geòrgia va confirmar que havien perdut un transport blindat de personal i que tres pacificadors georgians havien resultat ferits.[64][65] Quatre persones van ser assassinades durant la nit i Geòrgia va tornar a bombardejar a l'alba. Els residents una altra vegada seguiren evacuant les zones del Sud d'Ossètia i Georgia va moure els tancs, l'artilleria i les tropes fins a la frontera.[66][67] El ministre d'interior georgià va comunicar la mort de deu soldats georgians en els enfrontaments durant el 7 d'agost.[68][69]

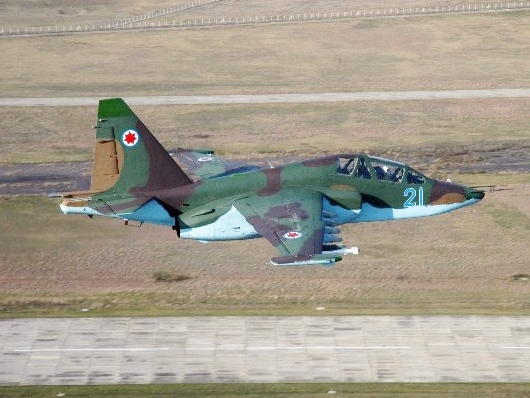
L'avió de guerra georgià Su-25, similar a un dels utilitzats per Geòrgia durant la guerra.

- 7 d'agost - El president Mikheil Sakaixvili ordena a les tropes georgianes un alto el foc després d'ocupar llocs importants al voltant de la ciutat.[71] Segons militars georgians, malgrat l'alto el foc, els combats s'intensifiquen.[72][73] Ossètia del Sud nega qualsevol bombardeig nocturn. Els monitors de l'OSCE a Tskhinvali tampoc graven cap foc d'artilleria pesant per part d'Ossètia del Sud a eixa hora, segons un diplomàtic occidental amb accés a les dades de l'organització.[74] Hores després de la declaració de l'alto el foc, Mikheil Sakaixvili, per televisió, va advocar per restaurar el control de Tbilisi per la força sobre el que ell va anomenar un "règim criminal" a Ossètia del Sud i Abkhàzia i "reinstaurar l'ordre".[73] A les 10:35 de la nit del 7 d'agost, forces georgianes van començar un assalt d'artilleria sobre Tskhinvali. Els georgians van emprar 27 llançacoets, incloent-hi armes de 152 mil·límetres. Tres brigades van començar l'assalt nocturn. 
 Els successos del 7 d'agost són encara objecte de debat i polèmica.[75] Segons la intel·ligència georgiana[76] i diverses fonts russes, parts del 58è exèrcit rus es van desplaçar a territori georgià a través del túnel de Roki abans de l'atac georgià a Tskhinvali.[77][78][79][80][81] Les fonts d'intel·ligència occidentals no recolzen aquest fet.[75]
- 8 d'agost - A primera hora del matí, Geòrgia va llançar una ofensiva militar per rodejar i capturar Tskhinvali,[82] trencant els termes de l'alto el foc de 1992 i entrant en la zona de seguretat establerta.[83] Segons un oficial militar rus, uns deu cascos blaus russos establerts a Tskhinvali van morir durant l'atac.[84] El bombardeig, que incloïa coets georgians llançats a Ossètia del Sud[85] va deixar parts de la capital en ruïnes, cosa que fonts del govern rus qualifiquen de genocidi. Les notícies del bombardeig van ser amplament cobertes pels mitjans de comunicació russos abans de la reacció militar que va seguir. Rússia va dir que responia en favor dels sud-ossetis contra el que van anomenar "un genocidi per part de les forces georgianes."[86] Russia va dir que les baixes civils arribaven a 2.000 morts a Tskhinvali després del bombardeig georgià.[87] El nombre de baixes civils ha sigut motiu de discussió, ja que un informe de l'ONG Human Rights Watch diu que hi va haver 44 morts a l'hospital de Tskhinvali, objectiu dels sistemes de míssils múltiples dels BM-21 "Grad" durant el bombardeig de la ciutat. L'hospital de Tskhinvali, segons els informes de HRW, va estar sota bombardeig constant durant 18 hores.[88][89] Més tard, el president Saakashvili va dir que els russos havien enviat tancs a la regió abans que ell donés l'ordre d'atacar a les forces georgianes.[90] Per petició de Rússia, el Consell de Seguretat de les Nacions Unides es va reunir el 7 d'agost a les 11 de la nit (hora local a Nova York), seguit d'una reunió oberta a la 1.15 de la matinada (hora local de Nova York) del 8 d'agost, a la qual Geòrgia va assistir. Durant les consultes, els membres del Consell van discutir un comunicat de premsa que reclamés la fi de les hostilitats. Van ser incapaços d'arribar a un consens.[91] Al matí, Geòrgia va anunciar que havia rodejat la ciutat i havia capturat vuit viles sud-ossèties.[92] Una televisió independent georgiana va anunciar que els militars georgians havien pres control de la ciutat.[93] 
 Rússia va enviar tropes a Ossètia del Sud a través de la frontera georgiana.

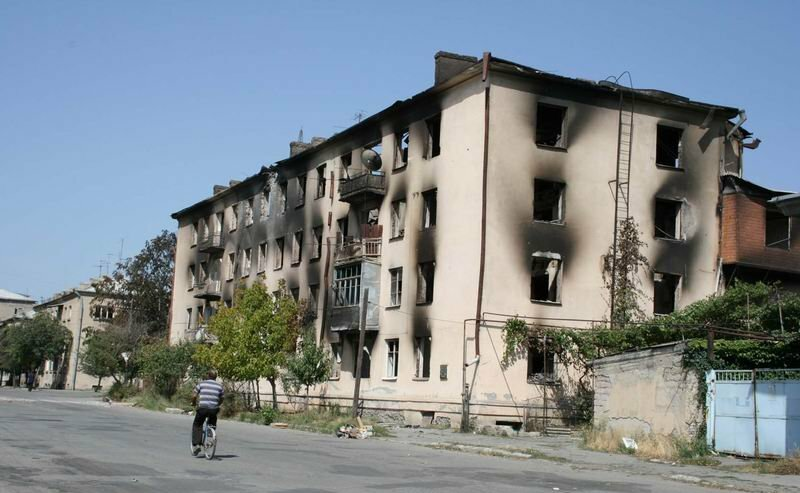
Tskhinvali després de l'atac georgià

- 9 d'agost - Geòrgia clausura tots els canals de televisió russos que hi emeten, al·legant que Rússia és la causant de la guerra d'informació que s'està duent a terme.[94] Rússia talla totes les connexions aèries amb Geòrgia.[95] Els mitjans de comunicació russos informaven de forts enfrontaments entre les tropes russes i georgianes que han continuat durant la nit.[96][97]
El mateix dia, una acció a la Mar Negra front Abkhàzia va donar com a resultat l'afonsament d'un vaixell missilístic per part de l'Armada de Rússia. Els russos van dir que els vaixells georgians havien violat la zona de seguretat de la Flota de la Mar Negra i, per tant, l'acció va ser d'acord amb les lleis internacionals. Després de l'enfrontament, els vaixells georgians restants es van retirar a un port proper.
Es va obrir un segon front pels militars de la República d'Abkhàzia a la vall Kodori, l'única regió d'Abkhàzia que encara estava, abans de la guerra, controlada per georgians.
La major part dels observadors internacionals va començar a demanar una solució pacífica al conflicte.[98] La Unió Europea i els Estats Units van expressar el seu desig d'enviar una delegació conjunta per intentar negociar un alto el foc.[99]
- 11 d'agost - Rússia va descartar mantenir converses de pau amb Geòrgia fins que aquesta es retirés d'Ossètia del Sud i signara un document legalment vinculant renunciant a l'ús de la força contra Ossètia del Sud i Abkhàzia.[100]
A la nit, paracaigudistes russos desplegats a Abkhàzia s'internen en territori georgià per destruir bases militars des de les quals Geòrgia podia eniar reforços a les seves tropes desplegades a Ossètia del Sud.[101] La ciutat de Gori va ser bombardejada pels russos, mentre els militars i la major part dels residents civils georgians del districte de Gori fugien.
- 12 d'agost - El president rus Medvédev va dir que havia ordenat finalitzar les operacions militars a Geòrgia.[102] Més tard, Medvédev va aprovar un pla de pau de sis punts juntament amb el president de torn de la Unió Europea, Nicolas Sarkozy, a Moscou. Ambdues parts van quedar de signar-lo el dia 17.[103]
Les tropes russes van arribar al port de Poti, i van prendre posicions en ell.[104]
- 13 d'agost - Totes les forces georgianes restants, incloent-hi almenys 1.500 civils a la Vall Kodori, deixen Abkhàzia i Ossètia del Sud.[105][106]
Tancs russos van ser vists a Gori. Tropes russes van ser vistes a la carretera de Gori a Tbilisi, però van girar cap al nord, a una hora de Tbilisi, i van acampar. Les tropes georgianes van ocupar la carretera a uns 10 km de Tbilisi.[107][108]
- 14 d'agost - Els esforços per posar patrulles conjuntes entre les policies russes i georgianes a Gori no arriben a materialitzar-se per un aparent desacord entre el personal.[109][110][111]
- 15 d'agost - L'agència Reuters va informar que les tropes russes havien arribat a 55 km de Tbilisi, la vegada que més prop van arribar durant la guerra. Eixe dia, Secretaria d'Estat estatunidenca, Condoleezza Rice, també va viatjar a Tbilisi, on Saakashvili va signar el pla de pau de sis punts en la seva pressència.[112][113]

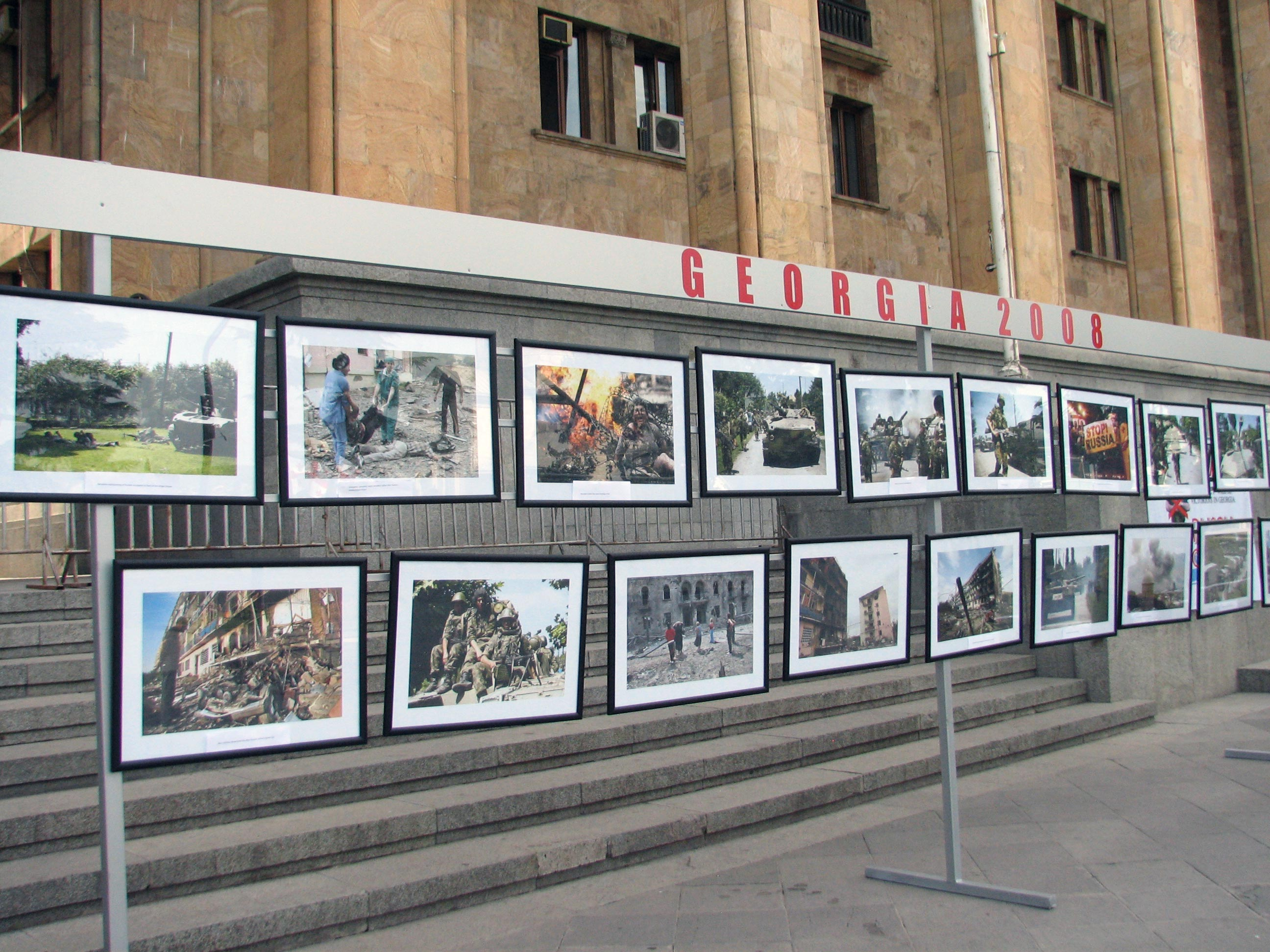
Fotos exposades al parlament georgià que mostren la destrucció després dels bombardejos russos a Gori.

- 16 d'agost - Els russos ocupen Poti, un port fora de la regió en conflicte, i també bases militars a Gori i Senaki.[114][115]
- 17 d'agost - Richard Galpin, de la BBC, que havia estat els dos dies anteriors viatjant del port de Poti a Tbilisi, va informar que les forces georgianes pareixien estar rendint el control de l'autopista als russos.[116] Segons Gabriel Gatehouse, també de la BBC, hi havia una presència "molt més reduïda" de forces militars russes a Gori, i es podia veure camions descarregant ajuda humanitària. Però també va informar que els soldats russos encara tenien el control de l'entrada i dels punts d'eixida de la ciutat.[117]
- 19 d'agost - Les tropes russes a Poti prenen presoners a 21 soldats georgians que s'havien aproximat a la ciutat. Van ser duts a una base russa a Senaki; encara es discuteix si van ser alliberats.[118][119]
 El mateix dia, les forces russes i georgianes van canviar presoners de guerra. Geòrgia va dir que havia canviat 5 soldats russos per 15 georgians, amd dos civils inclosos.[120]
- 22 d'agost - Almenys 40 camions, carregats de soldats, abandonaven Gori, mentre que tropes russes romanien als afores de Poti, amb un punt de control amb 20 soldats a la carretera principal. Un reporter de Reuters va obervar un punt de control a Karaleti, 6 quilòmetres al nord de Gori.[121] A una conferència de premsa a la tarda, el Coronel General Anatoly Nogovitsyn va insistir: "Aquestes patrulles estan previstes per l'acord internacional. Poti està fora de la zona de seguretat, però això no vol que anem a seure darrere d'una barrera i veure'ls pegar voltes en Hummers."[122]
- 23 d'agost - Rússia va declarar la retirada de les seves forces a línies que, deien, complia amb els sis punts: a Abkhàzia, Ossètia del Sud i el "corredor de seguretat" al voltat d'Ossètia del Sud. La major part de les seves forces van abandonar sòl georgià juntes. No obstant això, encara van romandre punts de control a la carretera principal de Tbilisi a Poti.[123]

## Pla de pau de sis punts
El 12 d'agost, el president rus Medvédev es va reunir amb el president en exercici de la Unió Europea, el president francès Nicolas Sarkozy, i van aprovar un pla de pau de sis punts. A la nit, el president georgià Saakashvili acceptava el text. El pla original de Sarkozy tenia només els quatre primers punts. Rússia va afegir els punts cinqué i sisé. Geòrgia va demanar que les addicions entre parèntesis, però Rússia es va negar, i Sarkozy va convèncer a Geòrgia d'acceptar el text inalterat. El 14 d'agost, els presidents d'Ossètia del Sud i Abkhàzia, Eduard Kokoity i Serguei Bagapx, van signar el pla de pau.
1. No recórrer a l'ús de la força.
2. Cessament definitiu de les hostilitats.
3. Accés lliure a l'ajuda humanitària (addició rebutjada: i permetre la tornada dels refugiats).
4. Les Forces Armades de Geòrgia han de retirar-se a les seves posicions permanents.
5. Les Forces Armades de la Federació Russa han de retirar-se a la línia on estaven abans del començament de les hostilitats. Abans de l'establiment de mecanismes internacionals, les forces de pau russes prendran mesures de seguretat addicionals. (addició rebutjada: sis mesos)
6. Es realitzarà un debat internacional sobre el futur estatus d'Ossètia del Sud i Abkhàzia i sobre la manera d'assegurar la seva seguretat. (addició rebutjada: basat en les decisions de l'ONU i l'OSCE).[127][125]

## Reacció internacional
La reacció internacional a la Guerra d'Ossètia 2008 va cobrir molts països i organitzacions internacionals. La majoria de les entitats i països van demanar la pau, mentre alguns recolzaven la integritat territorial de Geòrgia i d'altres recolzaven la intervenció russa.
La Unió Europea va convocatòria de cimera urgent. En delegació conjunta amb els Estats Units van arribar el 9 d'agost a la nit a Geòrgia per obtenir una cessació el foc. El president Nicolas Sarkozy va viatjar a Moscou i va veure possibilitats per a una sortida ràpida a la crisi.
Els Estats Units, ferm aliat de Geòrgia a la zona, on va mantenir consellers militars per a l'organització de l'exèrcit georgià, i fou el tercer contribuent en tropes sota comandament americà a l'Iraq. Els primers dies va intentar mantenir l'equilibri entre el suport a Geòrgia i l'intent de mediació pacificadora. En delegació conjunta amb la Unió Europea, va intentar obtenir un alto al foc la nit del 9 d'agost a Geòrgia. Estats Units va presentar el 10 d'agost davant de l'ONU una proposta de resolució que qualificava d'"inacceptable" la intervenció russa a Ossètia del Sud. Els candidats presidencials Barack Obama i John McCain van coincidir a condemnar l'atac rus a Geòrgia.